# Entraînement atmosphérique
Pour les articles homonymes, voir Entraînement.

Mouvement dans et autour d'un nuage convectif.

L’entraînement atmosphérique est un phénomène météorologique qui se produit entre un écoulement turbulent et un autre laminaire. En général, ce terme est utilisé pour désigner la capture d'air sec dans un courant ascendant humide, en particulier dans un orage ou un cyclone tropical. Il s'agit donc du mélange de l'air de l'environnement dans le courant ou dans le nuage qu'il crée.

## Principe

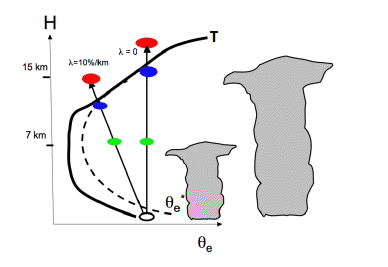
Diagramme montrant la variation de la température (T) avec l'altitude pour l'environnement et l'effet du taux d'entraînement sur la hauteur du sommet d'un cumulonimbus

Ce mélange est particulièrement important dans la physique des nuages. En l'absence d'advection de température ou d'humidité, l'air dans le flux laminaire juste au-dessus de la couche limite planétaire turbulente est entraîné alors vers le bas et tend à épaissir la couche de mélange d'humidité près du sol. Cela permet de générer de la convection atmosphérique plus intense lorsque les conditions deviennent favorables. 
Une fois que les nuages convectifs se développent, l'air sec entraîné dans ceux-ci est non homogène. Les gouttes dans le courant sec s'évaporent complètement alors que celles loin de celui-ci ne sont pas affectées. Le mélange se fait donc seulement à l'interface entre l'environnement et le nuage ce qui a pour effet de refroidir et d’humidifier celui-ci, l'évaporation nécessitant un apport d'énergie par absorption de chaleur latente d'évaporation.
Si l'entraînement se produit en altitude, il aura tendance à assécher le courant ascendant et limitera la hauteur des sommets. L'image ci-contre montre ainsi qu'un taux d'entraînement de seulement 10 % diminue grandement l'extension verticale du nuage. Comme l'air sec est plus dense, il subira également une poussée d'Archimède négative et aura tendance à descendre vers le sol où il pourra donner des rafales descendantes.

## Modélisation
L'entraînement est encore difficile à inclure dans les modèles climatiques. En effet, ces modèles sont basés sur l'hypothèse que le mélange homogène doit se faire sur une période relativement longue comparée à celle de la condensation dans la convection. Ceci implique que de l'air sec, non saturé, de l'environnement doit être diffusé dans tout le nuage avant de commencer à évaporer des gouttelettes dans ce dernier. Les modèles numériques évaporent ensuite une portion de toutes les gouttelettes sans changer le nombre de gouttes. 
Les modèles de prévision à court terme utilisent plutôt une paramétrisation non homogène de la diffusion de l'air entraîné qui tient compte de la courte période de réaction du nuage le long de sa trajectoire. Ceci permet à l'air sec de complètement évaporer les gouttelettes sur son parcours.
La différence entre ces deux approches est perceptible dans la forme de la distribution des gouttes dans le nuage. Les modèles climatiques changent la distribution parce que la sursaturation nécessaire à la formation des gouttes varie avec leur diamètre. En procédant à un mélange uniforme, le diamètre des gouttes variera plus sur les grosses que les petites et donnera un spectre de valeur plus étroit dans tout le nuage. Dans le cas d'un mélange non homogène, le spectre ne change pas, seules les gouttes dans l'air sec disparaissent.  

## Détraînement
Le détraînement est l'effet inverse. Il s'agit donc du flux sortant d'un élément convectif, transférant une partie de sa chaleur et de son humidité à l'atmosphère environnante. Ce phénomène se produit surtout au sommet des nuages convectifs, mais également le long des côtés du nuage dans la branche de retour de l'entraînement, ce qui permet d'humidifier et de refroidir graduellement l'environnement par évaporation des gouttelettes/cristaux de glace venant du nuage. Le détraînement permet donc le mélange de l'air dans toute la couche d'air instable et son homogénéisation.